# Добриша Цесарич
Добриша Цесарич (хорв. Dobriša Cesarić; 10 січня 1902, м. Пожега, тоді Австро-Угорщина, тепер Хорватія — 18 грудня 1980, Загреб, СФРЮ, тепер Хорватія) — хорватський поет і перекладач; вважається одним із найвизначніших поетів хорватської літератури ХХ століття.

## Біографія
Добриша Цесарич народився в Пожезі у Славонії 10 січня 1902 року. Дитинство провів в Осієку, де він закінчив початкову школу і чотири молодших класи середньої школи. У розпал Першої світової війни в 1912 році переїхав до Загреба, де закінчив гімназію, а після отримання атестату зрілості (1920) вивчав право, і через рік філософію.
Деякий час працював у загребському театрі, а потім протягом багатьох років працював бібліотекарем у Гігієнічному інституті, а після Другої світової війни працював редактором у видавництві «Зоря» (Zora) . Він помер у Загребі 18 грудня 1980 року.
Добриша Цесарич був членом Югославської академії мистецтв і наук, лауреатом національної премії Владимира Назора (1968).

## З літературного доробку
У літературу Добриша Цесарич увійшов у 14-річному віці з віршем «Я тебе люблю» (I ja ljubim). Першу збірку віршів «Лірика» (Lirika) опублікував у 1931 році, і за неї дістав нагороду Югославській академії. Він співпрацював з багатьма літературними часописами, де публікував літературні огляди, переклади з німецької, російської, італійської, болгарської та угорської мов.
Цесарич видав такі книги-збірки віршів (неповний список):
- Lirika
- Spasena svijetla
- Knjiga prepjeva;
- Osvijetljeni put;
- Goli časovi та інші.

Загалом Добриша Цесарич видав понад 10 збірок поезії, випустив також збірку перекладів творів світової поезії та переспівів.